# Middle Triple Peak
Der Middle Triple Peak ist der zweithöchste Berg der Kichatna Mountains im Westen der Alaskakette in Alaska (USA).
Der 2693 m hohe Berg gehört zu einer Gruppe von Gipfeln, die als Cathedral Spires bezeichnet werden. Die Kichatna Spire, der höchste Berg der Gruppe, befindet sich 4,37 km nordöstlich.

## Besteigungsgeschichte
Die Erstbesteigung gelang Russell McLean und Charles Porter. Sie klettern dabei vom 21. Juni bis 1. Juli 1976 die Westwand hinauf zum Gipfel. Der Berg bietet für Kletterer mehrere anspruchsvolle Aufstiegsrouten. 